# 李缇娜
素帕娜·吉塔勒拉（羅馬化：Suppanad Jittaleela，1991年2月12日—），昵称Tina，汉名李缇娜，泰国新生代女演员，以中性的Tomboy形象而知名。现就读于兰实大学传媒系，父母均为泰国华裔，原姓李。曾在Pynk电台做DJ，凭2010年12月16号上映的《Yes or No》中饰演Kim一角而走红。

## 電影作品
- 2010年《yes or no》
- 2012年《yes or no 2》
- 2014年 《鬼三驚2》飾 獻陰琴
- 2014年 《爱的全遐想》
- 2015年 《yes or no 2.5》
- 2017年 《愛尚泰國》

## 電視劇作品
- 2012年《世界交匯點》飾 Bee
- 2013年《意外的爱情秘方》飾 Jay
- 2013年《她們》飾 Tina
- 2014年《青春相賤不恨晚》(网络剧)
- 待播《閨蜜圈》飾 夏風

## 綜藝節目

### 節目嘉賓
- 2011年8月12日：湖南卫视《天天向上》
- 2012年12月26日：优酷网  《我是传奇2》
- 2013年7月20日：湖南卫视《快乐大本营》

## 音樂

### 單曲
- 2010年：对视（&Aomiz）(电影《Yes or No》片尾曲)
- 2012年：forever love(电影《Yes or No 2》片尾曲）
- 2013年：Thank you
- 2015年：Love again　(电影《Yes or No 2.5》片尾曲）

```
　
[
2
]
```

- 2015年：温柔的太阳